# Matthew Ebden
Matthew Ebden (Durban, 26 de Novembro de 1987) é um tenista de duplas profissional sul-africano, que representa a Austrália.
Em 2011, ganhou 2 títulos de ATP em duplas, nos torneios de Atlanta e Newport. Encerrou o ano de 2011 como o número 86 do mundo.
Em 2024 ao lado de Bopanna alcançou o n° 1 do mundo pela primeira vez na carreira aos 36 anos, ao chegarem na final do Autralian Open.

## ATP Tour Títulos

### Simples (5)
| Legenda (Simples)      |
| Grand Slam (0)         |
| Tennis Masters Cup (0) |
| ATP Masters Series (0) |
| ATP Tour (0)           |
| Challengers (0)        |
| Futures (5)            |

| N. | Data             | Torneio    | Piso | Oponente na final | Placar      |
| 1. | 6 Agosto 2007    | Milwaukee  | Duro | Michael Yani      | 3-6 6-1 7-5 |
| 2. | 5 Maio 2008      | Changwong  | Duro | Toshihide Matsui  | 6–4 7-5     |
| 3. | 12 Outubro 2009  | Port Pirie | Duro | Jamie Baker       | 6–2 6-4     |
| 4. | 16 Novembro 2009 | Esperance  | Duro | John Millman      | 6–3 6-4     |
| 5. | 1 Novembro 2009  | Bendigo    | Duro | James Lemke       | 6-1 6-1     |